# Psammosère

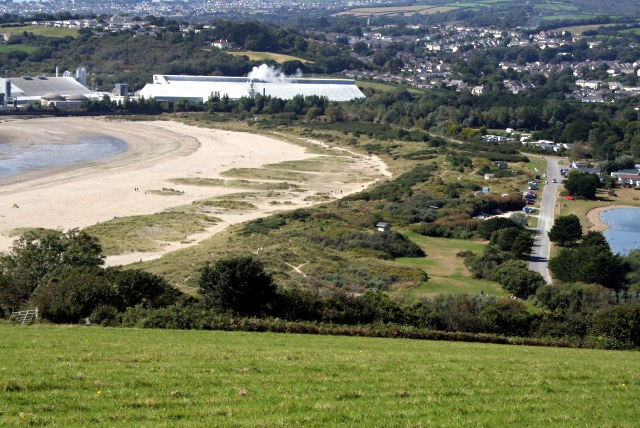
La colonisation dunaire se traduit par différents stades.

Une psammosère est un des stades successionnels donnés d'une série de communautés végétales ou animales vivant sur les sables littoraux.
Ce sont généralement des organismes halophiles comme les algues littorales, des formations xérophiles qui colonisent ce milieu hostile, caractérisé par son gradient de submersion, de salinité.

## Galerie

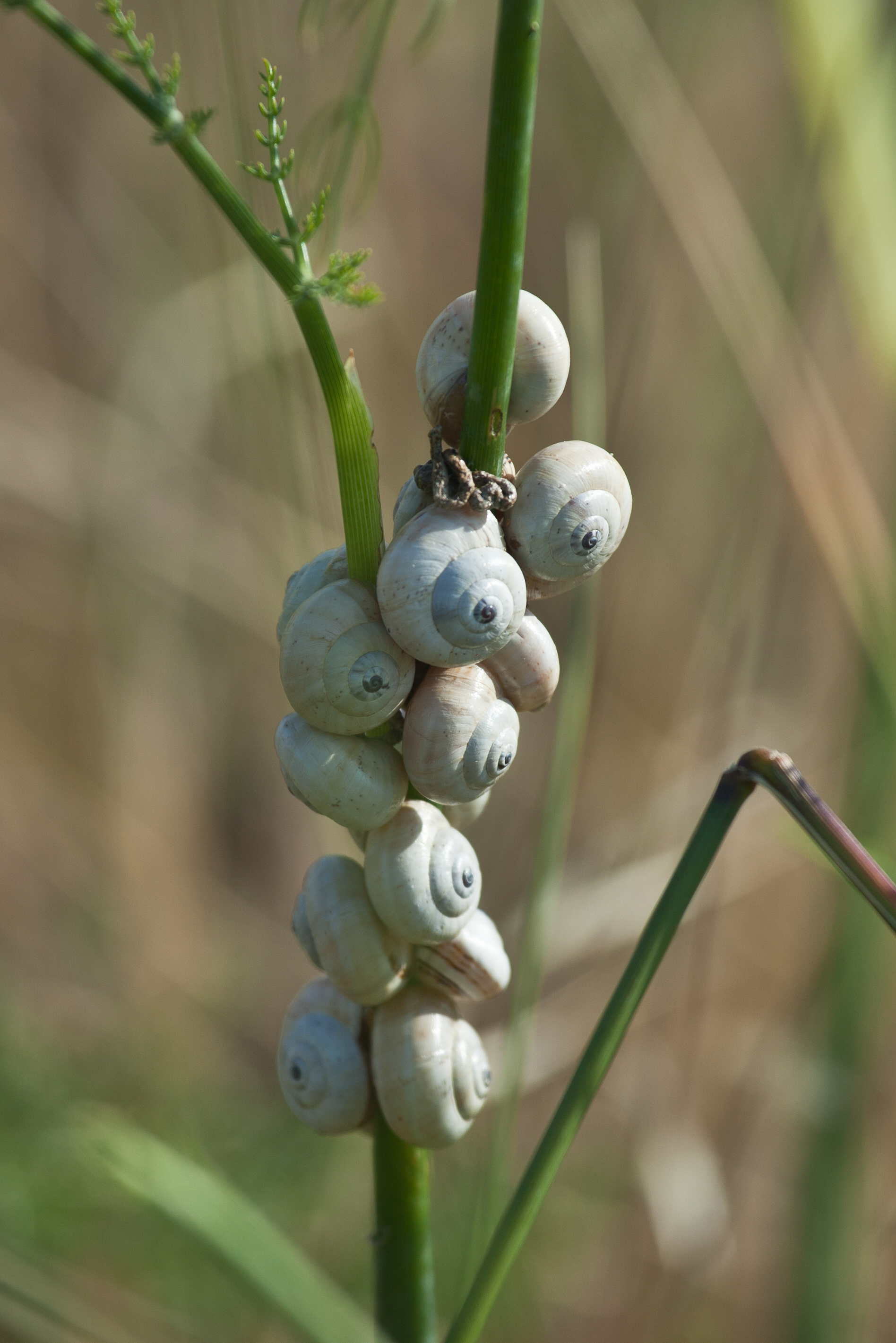
L'escargot des dunes